# Одбојкашка репрезентација Републике Српске
Одбојкашка репрезентација Републике Српске представља Републику Српску у регионалним такмичењима и међународним пријатељским утакмицама у одбојци. Налази се под контролом Одбојкашког савеза Републике Српске.

## Утакмице
| Утакмице одбојкашке репрезентације Републике Српске | Утакмице одбојкашке репрезентације Републике Српске | Утакмице одбојкашке репрезентације Републике Српске | Утакмице одбојкашке репрезентације Републике Српске | Утакмице одбојкашке репрезентације Републике Српске |
| Датум                                               | Мјесто                                              | Домаћи тим                                          | Гостујући тим                                       | Резултат                                            |
| --------------------------------------------------- | --------------------------------------------------- | --------------------------------------------------- | --------------------------------------------------- | --------------------------------------------------- |
| 25.3.1998.                                          | Модрича                                             | Република Српска                                    | СР Југославија (селекција прве лиге)                | 2 : 3                                               |